# SteepleChase Records
La SteepleChase Records è una compagnia discografica specializzata nel jazz e un'etichetta discografica con sede a Copenaghen, Danimarca. La SteepleChase è stata fondata nel 1972 da Nils Winther, che era uno studente all'Università di Copenaghen all'epoca. Ha iniziato a registrare delle esibizioni al Jazzhus Montmartre, dove suonavano molti emigrati americani, e gli è stato dato il permesso da alcuni degli artisti di pubblicare il materiale su disco.
La SteepleChase è diventata un rifugio per molti artisti che avevano perso i loro contratti con etichette più grandi dopo gli anni 1960. Nel 1987, l'etichetta ha avviato anche l'etichetta classica Kontrapunkt.

## Catalogo

### 1000 Series
| Titolo                                         | Artista                                                              | Anno di pubblicazione | Numero di catalogo SCS/SCCD3 | Note |
| ---------------------------------------------- | -------------------------------------------------------------------- | --------------------- | ---------------------------- | ---- |
| Live at Montmartre                             | Jackie McLean                                                        | 1972                  | 1001                         |      |
| Duo                                            | Kenny Drew e Niels-Henning Ørsted Pedersen                           | 1973                  | 1002                         |      |
| Birdtown Birds                                 | Joe Albany                                                           | 1973                  | 1003                         |      |
| Blues for Harvey                               | Johnny Griffin                                                       | 1973                  | 1004                         |      |
| Paul Bley/NHØP                                 | Paul Bley e Niels-Henning Ørsted Pedersen                            | 1973                  | 1005                         |      |
| The Meeting                                    | Jackie McLean con Dexter Gordon                                      | 1974                  | 1006                         |      |
| Everything I Love                              | Kenny Drew                                                           | 1974                  | 1007                         |      |
| My Man: Live at Montmartre 1973                | Ben Webster                                                          | 1974                  | 1008                         |      |
| Ode to Super                                   | Jackie McLean con Gary Bartz                                         | 1974                  | 1009                         |      |
| Duo 2                                          | Kenny Drew e Niels-Henning Ørsted Pedersen                           | 1974                  | 1010                         |      |
| Flight to Denmark                              | Duke Jordan                                                          | 1974                  | 1011                         |      |
| Arrival                                        | Horace Parlan                                                        | 1974                  | 1012                         |      |
| A Ghetto Lullaby                               | Jackie McLean                                                        | 1974                  | 1013                         |      |
| Hindsight                                      | Ken McIntyre                                                         | 1974                  | 1014                         |      |
| In the Tradition                               | Anthony Braxton                                                      | 1974                  | 1015                         |      |
| Dark Beauty                                    | Kenny Drew                                                           | 1974                  | 1016                         |      |
| Catalonian Fire                                | Tete Montoliu                                                        | 1974                  | 1017                         |      |
| I Concentrate on You: A Tribute to Cole Porter | Lee Konitz and Red Mitchell                                          | 1974                  | 1018                         |      |
| Two's Company                                  | Joe Albany and Niels-Henning Ørsted Pedersen                         | 1974                  | 1019                         |      |
| The Source                                     | Jackie McLean featuring Dexter Gordon                                | 1974                  | 1020                         |      |
| Music for Perla                                | Tete Montoliu                                                        | 1974                  | 1021                         |      |
| Perception                                     | Connie Crothers Trio                                                 | 1974                  | 1022                         |      |
| New York Calling                               | Jackie McLean and The Cosmic Brotherhood                             | 1974                  | 1023                         |      |
| Two Loves                                      | Duke Jordan                                                          | 1975                  | 1024                         |      |
| The Apartment                                  | Dexter Gordon                                                        | 1975                  | 1025                         |      |
| Invitation                                     | Andrew Hill                                                          | 1975                  | 1026                         |      |
| When Destiny Calls                             | Billy Gault                                                          | 1975                  | 1027                         |      |
| Antiquity                                      | Jackie McLean e Michael Carvin                                       | 1975                  | 1028                         |      |
| Tete!                                          | Tete Montoliu                                                        | 1975                  | 1029                         |      |
| More Than You Know                             | Dexter Gordon e Orchestra                                            | 1975                  | 1030                         |      |
| Duo Live in Concert                            | Kenny Drew and Niels-Henning Ørsted Pedersen                         | 1975                  | 1031                         |      |
| Visitor                                        | Coronarias Dans                                                      | 1975                  | 1032                         |      |
| Firm Roots                                     | Clifford Jordan and the Magic Triangle                               | 1975                  | 1033                         |      |
| If You Could See Me Now                        | Kenny Drew                                                           | 1975                  | 1034                         |      |
| Lone-Lee                                       | Lee Konitz                                                           | 1975                  | 1035                         |      |
| Piano Man                                      | Hilton Ruiz                                                          | 1975                  | 1036                         |      |
| Watch Out                                      | René McLean                                                          | 1975                  | 1037                         |      |
| The Camel                                      | Michael Carvin                                                       | 1975                  | 1038                         |      |
| Home                                           | Ken McIntyre                                                         | 1975                  | 1039                         |      |
| Stable Mable                                   | Dexter Gordon Quartet                                                | 1976                  | 1040                         |      |
| Jaywalkin'                                     | Niels-Henning Ørsted Pedersen                                        | 1976                  | 1041                         |      |
| Peace                                          | Walt Dickerson Trio                                                  | 1976                  | 1042                         |      |
| Free Spirits                                   | Mary Lou Williams Trio                                               | 1976                  | 1043                         |      |
| Divine Revelation                              | Andrew Hill                                                          | 1976                  | 1044                         |      |
| In the Tradition Volume 2                      | Anthony Braxton                                                      | 1976                  | 1045                         |      |
| Duke's Delight                                 | Duke Jordan Quintet                                                  | 1976                  | 1046                         |      |
| The Highest Mountain                           | Clifford Jordan and the Magic Triangle                               | 1976                  | 1047                         |      |
| Morning                                        | Kenny Drew Trio                                                      | 1976                  | 1048                         |      |
| Open Horizon                                   | Ken McIntyre                                                         | 1976                  | 1049                         |      |
| Swiss Nights Vol. 1                            | Dexter Gordon Quartet                                                | 1976                  | 1050                         |      |
| Call for the Fiddler                           | Claude Williams                                                      | 1976                  | 1051                         |      |
| Now Is the Time                                | Idrees Sulieman                                                      | 1976                  | 1052                         |      |
| Misty Thursday                                 | Duke Jordan Quartet                                                  | 1976                  | 1053                         |      |
| Tête à Tete                                    | Tete Montoliu                                                        | 1976                  | 1054                         |      |
| Double Bass                                    | Niels-Henning Ørsted Pedersen e Sam Jones                            | 1976                  | 1055                         |      |
| No Blues                                       | Horace Parlan Trio                                                   | 1976                  | 1056                         |      |
| Windows                                        | Lee Konitz and Hal Galper                                            | 1976                  | 1057                         |      |
| Swingin' Till The Girls Come Home              | Eddie "Lockjaw" Davis                                                | 1976                  | 1058                         |      |
| Don't Look Back                                | Nat Adderley Septet                                                  | 1977                  | 1059                         |      |
| Bouncin' with Dex                              | Dexter Gordon Quartet                                                | 1977                  | 1060                         |      |
| Cunningbird                                    | Jimmy Knepper Quintet                                                | 1977                  | 1061                         |      |
| Time for a Change                              | Monnette Sudler Quartet/Quintet                                      | 1977                  | 1062                         |      |
| Live in Japan                                  | Duke Jordan                                                          | 1977                  | 1063/64                      |      |
| Introducing the Vibrations                     | Ken McIntyre                                                         | 1977                  | 1065                         |      |
| Remember Me                                    | Frank Strozier                                                       | 1977                  | 1066                         |      |
| Reach Out!                                     | Hal Galper Quintet                                                   | 1977                  | 1067                         |      |
| Pictures                                       | Niels-Henning Ørsted Pedersen e Kenneth Knudsen                      | 1977                  | 1068                         |      |
| Onaje                                          | Onaje Allan Gumbs                                                    | 1977                  | 1069                         |      |
| Serendipity                                    | Walt Dickerson Trio                                                  | 1977                  | 1070                         |      |
| On Stage Vol. 1                                | Clifford Jordan and The Magic Triangle                               | 1977                  | 1071                         |      |
| Jazz à Juan                                    | Lee Konitz Quartet                                                   | 1977                  | 1072                         |      |
| Live at Montmartre                             | Stan Getz                                                            | 1977                  | 1073/74                      |      |
| Real Tchicai                                   | John Tchicai Trio                                                    | 1977                  | 1075                         |      |
| Frank-ly Speaking                              | Horace Parlan Quintet                                                | 1977                  | 1076                         |      |
| Lite Flite                                     | Kenny Drew Quintet                                                   | 1977                  | 1077                         |      |
| Excition                                       | Hilton Ruiz                                                          | 1977                  | 1078                         |      |
| Goin' Home                                     | Archie Shepp e Horace Parlan                                         | 1977                  | 1079                         |      |
| Biting the Apple                               | Dexter Gordon                                                        | 1977                  | 1080                         |      |
| Sheila                                         | Sheila Jordan e Arild Andersen                                       | 1978                  | 1081                         |      |
| Introducing                                    | Doug Raney                                                           | 1978                  | 1082                         |      |
| Trio 1: Live at Montmartre                     | Niels-Henning Ørsted Pedersen Trio                                   | 1978                  | 1083                         |      |
| Words of Love: Solo Piano                      | Tete Montoliu                                                        | 1978                  | 1084                         |      |
| First Set                                      | Cedar Walton Quartet                                                 | 1978                  | 1085                         |      |
| Another World                                  | Andy LaVerne Trio                                                    | 1978                  | 1086                         |      |
| Brighter Days for You                          | Monnette Sudler                                                      | 1978                  | 1087                         |      |
| Flight to Japan                                | Duke Jordan Trio                                                     | 1978                  | 1088                         |      |
| Divine Gemini                                  | Walt Dickerson e Richard Davis                                       | 1978                  | 1089                         |      |
| Swiss Nights Vol. 2                            | Dexter Gordon                                                        | 1978                  | 1090                         |      |
| Witches, Goblins, etc.                         | Sadik Hakim                                                          | 1978                  | 1091                         |      |
| On Stage Vol. 2                                | Clifford Jordan and The Magic Triangle                               | 1978                  | 1092                         |      |
| Trio 2                                         | Niels-Henning Ørsted Pedersen                                        | 1978                  | 1093                         |      |
| New York Hilton                                | Hilton Ruiz Trio                                                     | 1978                  | 1094                         |      |
| This is Buck Hill                              | Buck Hill Quartet                                                    | 1978                  | 1095                         |      |
| Just Friends                                   | Louis Smith Quintet                                                  | 1978                  | 1096                         |      |
| Visitation                                     | Sam Jones Quintet                                                    | 1978                  | 1097                         |      |
| Witchdoctor's Son                              | Johnny Dyani con John Tchicai e Dudu Pukwana                         | 1978                  | 1098                         |      |
| Embarkation                                    | John McNeil Quintet                                                  | 1978                  | 1099                         |      |
| No album identified                            |                                                                      |                       | 1100                         |      |
| For Us                                         | Mike Richmond e Andy LaVerne                                         | 1979                  | 1101                         |      |
| Live in Europe                                 | Monnette Sudler Quartet                                              | 1979                  | 1102                         |      |
| Duke's Artistry                                | Duke Jordan Quartet                                                  | 1979                  | 1103                         |      |
| On Stage Vol. 3                                | Clifford Jordan and The Magic Triangle                               | 1979                  | 1104                         |      |
| Cuttin' Loose                                  | Doug Raney Quintet                                                   | 1979                  | 1105                         |      |
| In Concert                                     | Kenny Drew                                                           | 1979                  | 1106                         |      |
| That Old Feeling                               | Albert Dailey Trio                                                   | 1979                  | 1107                         |      |
| Tootie's Tempo                                 | Tete Montoliu                                                        | 1979                  | 1108                         |      |
| Song for Biko                                  | Johnny Dyani Quartet                                                 | 1979                  | 1109                         |      |
| Swiss Nights Vol. 3                            | Dexter Gordon                                                        | 1979                  | 1110                         |      |
| A Lazy Afternoon                               | Shirley Horn Trio                                                    | 1979                  | 1111                         |      |
| To My Queen Revisited                          | Walt Dickerson                                                       | 1979                  | 1112                         |      |
| Second Set                                     | Cedar Walton Quartet                                                 | 1979                  | 1113                         |      |
| Chasing the Sun                                | Ken McIntyre Trio                                                    | 1979                  | 1114                         |      |
| Landscape With Open Door                       | Pierre Dørge e Walt Dickerson                                        | 1979                  | 1115                         |      |
| Parade                                         | Joe Bonner Trio                                                      | 1978                  | 1116                         |      |
| Faun                                           | John McNeil Quintet                                                  | 1979                  | 1117                         |      |
| Stolen Moments                                 | Jimmy Raney e Doug Raney                                             | 1979                  | 1118                         |      |
| Yes, Yes, Nonet                                | Lee Konitz Nonet                                                     | 1979                  | 1119                         |      |
| Pour Django                                    | Boulou Ferré ed Elios Ferré                                          | 1979                  | 1120                         |      |
| Prancin'                                       | Louis Smith Quintet                                                  | 1979                  | 1121                         |      |
| The Touch of Your Lips                         | Chet Baker                                                           | 1979                  | 1122                         |      |
| Scope                                          | Buck Hill                                                            | 1979                  | 1123                         |      |
| Blue Parlan                                    | Horace Parlan                                                        | 1979                  | 1124                         |      |
| Dancing on the Tables                          | Niels-Henning Ørsted Pedersen                                        | 1979                  | 1125                         |      |
| Visions                                        | Walt Dickerson e Sun Ra                                              | 1979                  | 1126                         |      |
| Lover Man                                      | Duke Jordan                                                          | 1979                  | 1127                         |      |
| Look to the Sky                                | John McNeil e Tom Harrell                                            | 1979                  | 1128                         |      |
| Ruby My Dear                                   | Kenny Drew                                                           | 1980                  | 1129                         |      |
| To My Son                                      | Walt Dickerson Trio                                                  | 1980                  | 1130                         |      |
| No Problem                                     | Chet Baker Quartet                                                   | 1980                  | 1131                         |      |
| Ballad Round the Left Corner                   | Pierre Dørge Quartet                                                 | 1980                  | 1132                         |      |
| The Glass Room                                 | John McNeil Quartet                                                  | 1980                  | 1133                         |      |
| Duets                                          | Jimmy Raney e Doug Raney                                             | 1980                  | 1134                         |      |
| Change a Pace                                  | Duke Jordan Trio                                                     | 1980                  | 1135                         |      |
| Something Different                            | Dexter Gordon                                                        | 1980                  | 1136                         |      |
| I Wanna Talk About You                         | Tete Montoliu                                                        | 1980                  | 1137                         |      |
| Paths Beyond Tracing                           | David Friesen                                                        | 1980                  | 1138                         |      |
| Trouble in Mind                                | Archie Shepp e Horace Parlan                                         | 1980                  | 1139                         |      |
| Gypsy Dreams                                   | Boulou Ferré e Elios Ferré                                           | 1980                  | 1140                         |      |
| Musically Yours                                | Horace Parlan                                                        | 1980                  | 1141                         |      |
| Daybreak                                       | Chet Baker                                                           | 1980                  | 1142                         |      |
| Midnight Moonlight                             | Duke Jordan                                                          | 1981                  | 1143                         |      |
| Listen                                         | Doug Raney Quartet                                                   | 1981                  | 1144                         |      |
| Strings & Things                               | Dexter Gordon                                                        | 1981                  | 1145                         |      |
| I Hear You John                                | Walt Dickerson e Jimmi Johnsun                                       | 1981                  | 1146                         |      |
| Out of This World                              | Teddy Edwards                                                        | 1981                  | 1147                         |      |
| Catalonian Nights Vol. 1                       | Tete Montoliu                                                        | 1981                  | 1148                         |      |
| Looking at Bird                                | Archie Shepp e Niels-Henning Ørsted Pedersen                         | 1981                  | 1149                         |      |
| The Great Session                              | Duke Jordan Trio                                                     | 1981                  | 1150                         |      |
| Steps Up                                       | Eddie Harris                                                         | 1981                  | 1151                         |      |
| Boston Concert                                 | Tete Montoliu                                                        | 1981                  | 1152/3                       |      |
| Clean Sweep                                    | John McNeil Quintet                                                  | 1981                  | 1154                         |      |
| Permutations                                   | Chuck Marohnic                                                       | 1981                  | 1155                         |      |
| Lullaby for a Monster                          | Dexter Gordon                                                        | 1981                  | 1156                         |      |
| All Night Long                                 | Shirley Horn Trio                                                    | 1981                  | 1157                         |      |
| Steppin' Into Beauty                           | Hilton Ruiz Trio/Quintet                                             | 1982                  | 1158                         |      |
| My One and Only Love                           | Michael Urbaniak Jazz Trio                                           | 1982                  | 1159                         |      |
| Easy to Love                                   | Buck Hill                                                            | 1982                  | 1160                         |      |
| Chocolate Cadillac                             | Red Mitchell Quinte                                                  | 1982                  | 1161                         |      |
| Pierre Dørge & New Jungle Orchestra            | Pierre Dørge and the New Jungle Orchestra                            | 1982                  | 1162                         |      |
| Mbizo                                          | Johnny Dyani Quartet                                                 | 1982                  | 1163                         |      |
| Violets for Your Furs                          | Shirley Horn                                                         | 1982                  | 1164                         |      |
| Thinking of You                                | Duke Jordan Trio                                                     | 1982                  | 1165                         |      |
| I'll Close My Eyes                             | Doug Raney Quintet                                                   | 1982                  | 1166                         |      |
| The Maestro                                    | Horace Parlan                                                        | 1982                  | 1167                         |      |
| This Is Always                                 | Chet Baker                                                           | 1982                  | 1168                         |      |
| Mama Rose: Live in Concert                     | Archie Shepp e Jasper van 't Hof                                     | 1982                  | 1169                         |      |
| The House That Love Built                      | Frank Foster                                                         | 1982                  | 1170                         |      |
| Trinity                                        | Boulou Ferré, Niels-Henning Ørsted Pedersen ed Elios Ferré           | 1983                  | 1171                         |      |
| In Europe                                      | Jack Walrath Quintet                                                 | 1983                  | 1172                         |      |
| Impressions                                    | Buck Hill Quartet                                                    | 1983                  | 1173                         |      |
| Ball at Louisiana Museum of Modern Art         | John Tchicai e Pierre Dørge                                          | 1983                  | 1174                         |      |
| Truth                                          | Duke Jordan Trio                                                     | 1983                  | 1175                         |      |
| Suburban Fantasies                             | Joe Bonner e Johnny Dyani                                            | 1983                  | 1176                         |      |
| Surprise Party                                 | Bernt Rosengren Quartet/Quintet                                      | 1983                  | 1177                         |      |
| Like Someone In Love                           | Horace Parlan Trio                                                   | 1983                  | 1178                         |      |
| Third Set                                      | Cedar Walton Quartet                                                 | 1983                  | 1179                         |      |
| Someday My Prince Will Come                    | Chet Baker                                                           | 1983                  | 1180                         |      |
| All Of Me                                      | Eddie "Lockjaw" Davis Quartet                                        | 1983                  | 1181                         |      |
| Devotion                                       | Joe Bonner                                                           | 1983                  | 1182                         |      |
| I've Got the World on a String                 | John McNeil Trio/Quintet                                             | 1983                  | 1183                         |      |
| Nardis: To Bill Evans                          | Jimmy Raney e Doug Raney                                             | 1983                  | 1184                         |      |
| Face to Face                                   | Tete Montoliu e Niels-Henning Ørsted Pedersen                        | 1984                  | 1185                         |      |
| Afrika                                         | Johnny Dyani                                                         | 1984                  | 1186                         |      |
| A Quiet Day in Spring                          | Larry Coryell e Michael Urbaniak                                     | 1984                  | 1187                         |      |
| Brikama                                        | Pierre Dørge e New Jungle Orchestra                                  | 1984                  | 1188                         |      |
| Tivoli One                                     | Duke Jordan Trio                                                     | 1984                  | 1189                         |      |
| Montreux                                       | Ernie Wilkins' Almost Big Band                                       | 1984                  | 1190                         |      |
| Blue and White                                 | Doug Raney Quartet                                                   | 1984                  | 1191                         |      |
| Nica's Dream                                   | Red Holloway                                                         | 1984                  | 1192                         |      |
| Tivoli Two                                     | Duke Jordan Trio                                                     | 1984                  | 1193                         |      |
| Glad I Found You                               | Horace Parlan Quintet                                                | 1984                  | 1194                         |      |
| Take Good Care of My Heart                     | Michał Urbaniak con Horace Parlan Trio                               | 1984                  | 1195                         |      |
| Dark Warrior                                   | Khan Jamal Quartet                                                   | 1984                  | 1196                         |      |
| Three and One                                  | Thad Jones Quartet                                                   | 1985                  | 1197                         |      |
| Half Note                                      | Clifford Jordan                                                      | 1985                  | 1198                         |      |
| That's All                                     | Tete Montoliu                                                        | 1985                  | 1199                         |      |
| Lazy Bird                                      | Doug Raney Quintet                                                   | 1985                  | 1200                         |      |
| Three                                          | Khan Jamal, Pierre Dørge e Johnny Dyani                              | 1985                  | 1201                         |      |
| Bird's Grass                                   | Idrees Sulieman Quintet                                              | 1985                  | 1202                         |      |
| Garden of the Blues                            | Shirley Horn                                                         | 1985                  | 1203                         |      |
| Just Be There                                  | Howard McGhee Quintet                                                | 1985                  | 1204                         |      |
| Questions                                      | Paul Bley Trio                                                       | 1985                  | 1205                         |      |
| The Shadow of Your Smile                       | Dexter Gordon Quartet                                                | 1985                  | 1206                         |      |
| Diane                                          | Chet Baker e Paul Bley                                               | 1985                  | 1207                         |      |
| Even the Moon Is Dancing                       | Pierre Dørge e New Jungle Orchestra                                  | 1985                  | 1208                         |      |
| Angolian Cry                                   | Johnny Dyani Quartet                                                 | 1985                  | 1209                         |      |
| Relax and Enjoy                                | Boulou Ferré Quartet                                                 | 1985                  | 1210                         |      |
| Wait and See                                   | Duke Jordan Trio                                                     | 1985                  | 1211                         |      |
| Guitar Guitar Guitar                           | Doug Raney Trio                                                      | 1985                  | 1212                         |      |
| Tenderness                                     | Walt Dickerson e Richard Davis                                       | 1985                  | 1213                         |      |
| My Standard                                    | Paul Bley                                                            | 1986                  | 1214                         |      |
| Suite For Chocolate                            | Joe Bonner Quartet                                                   | 1986                  | 1215                         |      |
| Lush Life                                      | Tete Montoliu                                                        | 1986                  | 1216                         |      |
| The Traveller                                  | Khan Jamal                                                           | 1986                  | 1217                         |      |
| Groovin'                                       | Idrees Sulieman                                                      | 1986                  | 1218                         |      |
| No Rush                                        | Bob Rockwell Quartet                                                 | 1987                  | 1219                         |      |
| Open Air                                       | Tom Harrell Quintet                                                  | 1987                  | 1220                         |      |
| When Sunny Gets Blue                           | Chet Baker                                                           | 1987                  | 1221                         |      |
| Nuages                                         | Boulou Ferré Trio                                                    | 1987                  | 1222                         |      |
| Live                                           | Paul Bley e Jesper Lundgaard                                         | 1987                  | 1223                         |      |
| After Hours                                    | Dexter Gordon Quintet                                                | 1987                  | 1224                         |      |
| On the Roll                                    | Ernie Wilkins Almost Big Band                                        | 1987                  | 1225                         |      |
| After Midnight                                 | Dexter Gordon                                                        | 1987                  | 1226                         |      |
| The Lost Melody                                | Joe Bonner Quartet                                                   | 1987                  | 1227                         |      |
| Johnny Lives                                   | Pierre Dørge and New Jungle Orchestra                                | 1987                  | 1228                         |      |
| On the Natch                                   | Bob Rockwell Quartet                                                 | 1987                  | 1229                         |      |
| Live Again                                     | Paul Bley e Jesper Lundgaard                                         | 1987                  | 1230                         |      |
| Things We Did Last Summer                      | John McNeil                                                          | 1987                  | 1231                         |      |
| Time On My Hands                               | Duke Jordan Trio                                                     | 1988                  | 1232                         |      |
| Red Giant                                      | Red Rodney Quartet                                                   | 1988                  | 1233                         |      |
| Monsoon                                        | Gary Bartz Quartet                                                   | 1988                  | 1234                         |      |
| Something's Up                                 | Doug Raney                                                           | 1988                  | 1235                         |      |
| Solo Piano                                     | Paul Bley                                                            | 1988                  | 1236                         |      |
| On the Edge                                    | Larry Schneider, Adam Nussbaum e Mike Richmond                       | 1988                  | 1237                         |      |
| One for Bird                                   | Red Rodney Quintet                                                   | 1988                  | 1238                         |      |
| New Life                                       | Joe Bonner Trio                                                      | 1988                  | 1239                         |      |
| The Place to Be                                | Junior Cook Quartet                                                  | 1988                  | 1240                         |      |
| Catalonian Night Vol. 2                        | Tete Montoliu Trio                                                   | 1988                  | 1241                         |      |
| Confirmation                                   | Boulou Ferré Quartet                                                 | 1989                  | 1243                         |      |
| Frozen Music                                   | Andy LaVerne Quartet                                                 | 1989                  | 1244                         |      |
| Light and Lively                               | Louis Hayes Quintet                                                  | 1989                  | 1245                         |      |
| The Nearness of You                            | Paul Bley                                                            | 1989                  | 1246                         |      |
| As Time Goes By                                | Duke Jordan Trio                                                     | 1989                  | 1247                         |      |
| Reflections of Monk: The Final Frontier        | Gary Bartz                                                           | 1989                  | 1248                         |      |
| Doug Raney Quintet                             | Doug Raney Quintet                                                   | 1989                  | 1249                         |      |
| Phantoms                                       | Eddie Henderson Quintet                                              | 1989                  | 1250                         |      |
| Just in Time                                   | Larry Willis Trio                                                    | 1989                  | 1251                         |      |
| Red Snapper                                    | Red Rodney Quintet                                                   | 1989                  | 1252                         |      |
| Sienna                                         | Stanley Cowell Trio                                                  | 1989                  | 1253                         |      |
| What's Up                                      | Bill Hardman Sextet                                                  | 1989                  | 1254                         |      |
| Scorpio Rising                                 | Walter Davis, Jr.                                                    | 1990                  | 1255                         |      |
| Winds of Change                                | Jim McNeely                                                          | 1990                  | 1256                         |      |
| Present Tense                                  | Joe Locke                                                            | 1990                  | 1257                         |      |
| Blues in Five Dimensions                       | Mickey Tucker                                                        | 1990                  | 1258                         |      |
| Destiny Is Yours                               | Billy Harper Quintet                                                 | 1990                  | 1260                         |      |
| Fountainhead                                   | Andy LaVerne and Dave Samuels                                        | 1990                  | 1261                         |      |
| McJolt                                         | Ron McClure Quartet                                                  | 1990                  | 1262                         |      |
| Una Max                                        | Louis Hayes                                                          | 1990                  | 1263                         |      |
| Think On Me                                    | Eddie Henderson Quintet                                              | 1990                  | 1264                         |      |
| You Stepped Out of a Dream                     | Ben Besiakov Trio                                                    | 1990                  | 1265                         |      |
| On a Misty Night                               | Junior Cook Quartet                                                  | 1990                  | 1266                         |      |
| Dance for Andy                                 | Mike Richmond                                                        | 1990                  | 1267                         |      |
| Ballads for Lulu                               | Louis Smith                                                          | 1990                  | 1268                         |      |
| Heavy Blue                                     | Larry Willis                                                         | 1990                  | 1269                         |      |
| Reconstruction                                 | Bob Rockwell                                                         | 1990                  | 1270                         |      |
| Osaka Concert Vol. 1                           | Duke Jordan                                                          | 1990                  | 1271                         |      |
| Osaka Concert Vol. 2                           | Duke Jordan                                                          | 1990                  | 1272                         |      |
| Severe Clear                                   | Andy LaVerne                                                         | 1990                  | 1273                         |      |
| Rejoicing                                      | Paul Bley                                                            | 1990                  | 1274                         |      |
| Departure #2                                   | Stanley Cowell                                                       | 1990                  | 1275                         |      |
| In Search of Hope                              | Bertha Hope                                                          | 1990                  | 1276                         |      |
| Strike Zone                                    | Dave Stryker                                                         | 1990                  | 1277                         |      |
| Songbird                                       | Michal Urbaniak                                                      | 1991                  | 1278                         |      |
| Never Forget                                   | Ron McClure                                                          | 1991                  | 1279                         |      |
| Standard Eyes                                  | Andy LaVerne                                                         | 1991                  | 1280                         |      |
| Longing                                        | Joe Locke Quintet con Mark Ledford                                   | 1991                  | 1281                         |      |
| SweetEar                                       | Kevin Hays Quintet                                                   | 1991                  | 1282                         |      |
| Let's Play                                     | Larry Willis Trio                                                    | 1991                  | 1283                         |      |
| Flight of Mind                                 | Eddie Henderson Quartet                                              | 1991                  | 1284                         |      |
| Nightfall                                      | Louis Hayes                                                          | 1991                  | 1285                         |      |
| Indian Summer                                  | Paul Bley                                                            | 1991                  | 1286                         |      |
| Cables Fables                                  | George Cables Trio                                                   | 1991                  | 1287                         |      |
| Tonite Only                                    | Ron McClure Quartet                                                  | 1991                  | 1288                         |      |
| Elmo's Fire                                    | Bertha Hope                                                          | 1991                  | 1289                         |      |
| Round Midnight                                 | Dexter Gordon/Benny Bailey Quintet                                   | 1991                  | 1290                         |      |
| Just Cole Porter                               | Larry Schneider Quartet                                              | 1991                  | 1291                         |      |
| You've Changes                                 | Jimmy Heath Quartet                                                  | 1991                  | 1292                         |      |
| Games                                          | Stanley Cowell Trio                                                  | 1991                  | 1293                         |      |
| Blue in Green                                  | Mike Richmond                                                        | 1992                  | 1296                         |      |
| Ugly Beauty                                    | Kevin Hays Trio                                                      | 1992                  | 1297                         |      |
| Gentle Time Alone                              | Ted Dunbar                                                           | 1992                  | 1298                         |      |
| Solo Masterpieces Vol. 1                       | Duke Jordan                                                          | 1992                  | 1299                         |      |
| Solo Masterpieces Vol. 2                       | Duke Jordan                                                          | 1992                  | 1300                         |      |
| Nosmo King                                     | Andy LaVerne e John Abercrombie                                      | 1992                  | 1301                         |      |
| Hang in There                                  | Mickey Tucker Sextet                                                 | 1992                  | 1302                         |      |
| Paul Plays Carla                               | Paul Bley                                                            | 1992                  | 1303                         |      |
| You Leave Me Breathless                        | Junior Cook                                                          | 1992                  | 1304                         |      |
| Beyond Forever                                 | George Cables Trio                                                   | 1992                  | 1305                         |      |
| Sunburst                                       | Ron McClure Sextet                                                   | 1992                  | 1306                         |      |
| Bill Evans...Person We Knew                    | Larry Schneider e Andy LaVerne                                       | 1992                  | 1307                         |      |
| Coalescence                                    | Jeff Williams Quintet                                                | 1992                  | 1308                         |      |
| Airplay                                        | Ronnie Cuber Quartet                                                 | 1992                  | 1309                         |      |
| Never Let Me Go                                | Von Freeman                                                          | 1992                  | 1310                         |      |
| Live on Tour in the Far East                   | Billy Harper                                                         | 1992                  | 1311                         |      |
| How Do You Keep the Music Playing?             | Larry Willis                                                         | 1992                  | 1312                         |      |
| New Horizon                                    | Steve LaSpina                                                        | 1992                  | 1313                         |      |
| Now It Can Be Played                           | John Abercrombie-Andy LaVerne Quartet                                | 1993                  | 1314                         |      |
| Blue Degrees                                   | Dave Stryker                                                         | 1993                  | 1315                         |      |
| Caravan Suite                                  | Paul Bley                                                            | 1993                  | 1316                         |      |
| Unforgettable: Piano Solos                     | Larry Willis                                                         | 1993                  | 1318                         |      |
| Buy One Get One Free                           | Andy LaVerne                                                         | 1993                  | 1319                         |      |
| Lester Leaps In                                | Von Freeman Quartet                                                  | 1993                  | 1320                         |      |
| Live on Tour in the Far East Vol. 2            | Billy Harper                                                         | 1993                  | 1321                         |      |
| For You For Me For Evermore                    | Eddie Harris                                                         | 1993                  | 1322                         |      |
| The Steve Slagle Quartet                       | Steve Slagle Quartet                                                 | 1993                  | 1323                         |      |
| Crossroad                                      | Kevin Hays Quintet                                                   | 1993                  | 1324                         |      |
| Universal Mind                                 | Richie Beirach e Andy LaVerne                                        | 1993                  | 1325                         |      |
| Light Blue                                     | Bob Rockwell e Jesper Lundgaard                                      | 1993                  | 1326                         |      |
| Meditations                                    | Kenny Werner                                                         | 1993                  | 1327                         |      |
| Bright Passion                                 | Stanley Cowell Trio                                                  | 1993                  | 1328                         |      |
| Inner Account                                  | Ron McClure Quintet                                                  | 1993                  | 1329                         |      |
| Passage                                        | Dave Stryker Quintet                                                 | 1993                  | 1330                         |      |
| To Start Again                                 | Rich Perry                                                           | 1993                  | 1331                         |      |
| Wire Walker                                    | Joe Locke                                                            | 1993                  | 1332                         |      |
| Born to Be Blue                                | Bob Rockwell Trio                                                    | 1994                  | 1333                         |      |
| I Mean You                                     | George Cables Trio                                                   | 1994                  | 1334                         |      |
| Too Grand                                      | Richie Beirach e Andy LaVerne                                        | 1994                  | 1335                         |      |
| Silvering                                      | Louis Smith Quintet                                                  | 1994                  | 1336                         |      |
| Blues Holiday                                  | Jodie Christian Trio                                                 | 1994                  | 1337                         |      |
| Some Other Blues                               | Michal Urbaniak                                                      | 1994                  | 1338                         |      |
| Angel Eyes                                     | Stanley Cowell                                                       | 1994                  | 1339                         |      |
| Blue Lou                                       | Louis Hayes Sextet                                                   | 1994                  | 1340                         |      |
| Blues on a Par                                 | Doug Raney Quartet                                                   | 1994                  | 1341                         |      |
| In the Mood for a Classic: Plays Bud Powell    | Andy LaVerne                                                         | 1994                  | 1342                         |      |
| Eclipse                                        | Steve LaSpina                                                        | 1994                  | 1343                         |      |
| If We May                                      | Paul Bley Trio                                                       | 1994                  | 1344                         |      |
| Full Moon                                      | Dave Stryker Quintet                                                 | 1994                  | 1345                         |      |
| Copenhagen Calypso                             | Kenny Werner                                                         | 1994                  | 1346                         |      |
| Mohawk                                         | Larry Schneider Quartet                                              | 1994                  | 1347                         |      |
| Paul Bley at Copenhagen Jazz House             | Paul Bley                                                            | 1994                  | 1348                         |      |
| Setup                                          | Stanley Cowell Sextet                                                | 1994                  | 1349                         |      |
| Next Age                                       | Harold Danko Quartet                                                 | 1994                  | 1350                         |      |
| Dedicated to You                               | Von Freeman                                                          | 1994                  | 1351                         |      |
| Glass Ceiling                                  | Andy LaVerne Trio                                                    | 1994                  | 1352                         |      |
| Night Tripper                                  | Vic Juris                                                            | 1994                  | 1353                         |      |
| Spread the Word                                | Steve Slagle Quartet                                                 | 1995                  | 1354                         |      |
| Never Always                                   | Ron McClure                                                          | 1995                  | 1355                         |      |
| After the Rain                                 | Harold Danko                                                         | 1995                  | 1356                         |      |
| Quiet Fire                                     | George Cables                                                        | 1995                  | 1357                         |      |
| Work It                                        | Rick Margitza                                                        | 1995                  | 1358                         |      |
| Live at Copenhagen Jazz House                  | Stanley Cowell Trio                                                  | 1995                  | 1359                         |      |
| Beautiful Love                                 | Rich Perry                                                           | 1995                  | 1360                         |      |
| The Very Thought of You                        | Louis Smith e Jodie Christian                                        | 1995                  | 1361                         |      |
| Stardust                                       | Dave Stryker                                                         | 1995                  | 1362                         |      |
| Speechless                                     | Paul Bley Quartet                                                    | 1995                  | 1363                         |      |
| Very Early                                     | Joe Locke Trio                                                       | 1995                  | 1364                         |      |
| Getting There                                  | Mickey Tucker                                                        | 1995                  | 1365                         |      |
| Live on Tour in the Far East Vol. 3            | Billy Harper Quintet                                                 | 1995                  | 1366                         |      |
| Reincarnation                                  | Steve Slagle Quartet                                                 | 1995                  | 1367                         |      |
| Almost Everything                              | Don Friedman Trio                                                    | 1995                  | 1368                         |      |
| Person to Person                               | George Cables                                                        | 1995                  | 1369                         |      |
| You or Me                                      | Jimmy Heath Quartet                                                  | 1995                  | 1370                         |      |
| Nomad                                          | Dave Stryker con la Bill Warfield Big Band                           | 1995                  | 1371                         |      |
| In a New York Minute                           | Ronnie Cuber Quartet                                                 | 1995                  | 1372                         |      |
| Revelation                                     | Dexter Gordon / Benny Bailey Quintet                                 | 1995                  | 1373                         |      |
| What Is This?                                  | Rich Perry Quartet                                                   | 1995                  | 1374                         |      |
| Tadd's Delight                                 | Andy LaVerne                                                         | 1995                  | 1375                         |      |
| When I'm Alone                                 | Steve LaSpina                                                        | 1995                  | 1376                         |      |
| New Autumn                                     | Harold Danko Quartet                                                 | 1996                  | 1377                         |      |
| Shades of Blue                                 | Bob Rockwell Quartet                                                 | 1996                  | 1378                         |      |
| Reality Check                                  | Paul Bley                                                            | 1996                  | 1379                         |      |
| Inner Space                                    | Joe Locke Quartet                                                    | 1996                  | 1380                         |      |
| Skylark                                        | George Cables Trio                                                   | 1996                  | 1381                         |      |
| Activism                                       | George Colligan Trio                                                 | 1996                  | 1382                         |      |
| Sleight of Hand                                | Jed Levy Quartet                                                     | 1996                  | 1383                         |      |
| Pastels                                        | Vic Juris                                                            | 1996                  | 1384                         |      |
| I Waited for You                               | Louis Smith                                                          | 1996                  | 1385                         |      |
| Mandara Blossoms                               | Stanley Cowell                                                       | 1996                  | 1386                         |      |
| The Greeting                                   | Dave Stryker Quintet                                                 | 1996                  | 1387                         |      |
| Serenade to Silver                             | Andy LaVerne                                                         | 1996                  | 1388                         |      |
| Freedom Jazz Dance                             | Larry Schneider                                                      | 1996                  | 1390                         |      |
| Concrete Canyon                                | Ron McClure                                                          | 1996                  | 1391                         |      |
| The Feeling of Jazz                            | Harold Danko Quartet                                                 | 1996                  | 1392                         |      |
| Where Is Love?                                 | Karen Francis                                                        | 1996                  | 1393                         |      |
| N. Y. C.ats                                    | Ronnie Cuber                                                         | 1996                  | 1394                         |      |
| The Irish Connection Trio                      | Keith Copeland                                                       | 1996                  | 1395                         |      |
| Story Time                                     | Steve LaSpina                                                        | 1996                  | 1396                         |      |
| Raney '96                                      | Doug Raney Quartet                                                   | 1996                  | 1397                         |      |
| It's You                                       | Lee Konitz                                                           | 1996                  | 1398                         |      |
| Bud's Beautiful                                | Andy LaVerne Trio                                                    | 1996                  | 1399                         |      |
| Blue to the Bone                               | Dave Stryker                                                         | 1996                  | 1400                         |      |
| Get Out of Town                                | Richard Wyands Trio                                                  | 1997                  | 1401                         |      |
| Moonscape                                      | Vic Juris Quartet                                                    | 1997                  | 1402                         |      |
| My Romance: Solo Piano                         | Don Friedman                                                         | 1997                  | 1403                         |      |
| New York, N.Y.                                 | Boulou Ferré and Elios Ferré                                         | 1997                  | 1404                         |      |
| Dark Side, Light Side                          | George Cables Trio                                                   | 1997                  | 1405                         |      |
| Dearly Beloved                                 | Lee Konitz                                                           | 1997                  | 1406                         |      |
| Hear Me One                                    | Stanley Cowell                                                       | 1997                  | 1407                         |      |
| Copenhagen Suite                               | Chuck Marohnic Quartet                                               | 1997                  | 1408                         |      |
| Back in New York                               | Doug Raney Quartet                                                   | 1997                  | 1409                         |      |
| In the Heath Zone                              | Tony Purrone                                                         | 1997                  | 1410                         |      |
| Tidal Breeze                                   | Harold Danko                                                         | 1997                  | 1411                         |      |
| Rain's Dance                                   | Jim McNeely Quintet                                                  | 1997                  | 1412                         |      |
| Closer to Your Tears                           | Ron McClure Quintet                                                  | 1997                  | 1413                         |      |
| The Newcomer                                   | George Colligan                                                      | 1997                  | 1414                         |      |
| There Goes My Heart                            | Louis Smith                                                          | 1997                  | 1415                         |      |
| Alto Blue                                      | Steve Slagle Quartet                                                 | 1997                  | 1416                         |      |
| Hi-Fly                                         | Horace Parlan                                                        | 1997                  | 1417                         |      |
| Stan Getz in Chappaqua                         | Andy LaVerne Quartet                                                 | 1997                  | 1418                         |      |
| When Children Smile                            | Steve LaSpina Quintet                                                | 1997                  | 1419                         |      |
| What's Goin' On                                | Frank Strozier Quintet                                               | 1997                  | 1420                         |      |
| Left Alone                                     | Rich Perry                                                           | 1997                  | 1421                         |      |
| All of Three                                   | Dick Oatts                                                           | 1997                  | 1422                         |      |
| Ice Scape                                      | Reuben Brown                                                         | 1997                  | 1423                         |      |
| Shades of Love                                 | Walt Dickerson                                                       | 1997                  | 1424                         |      |
| Round Trip                                     | Keith Copeland                                                       | 1997                  | 1425                         |      |
| Big Room                                       | Dave Stryker Quartet                                                 | 1997                  | 1426                         |      |
| Out of Nowhere                                 | Lee Konitz e Paul Bley                                               | 1997                  | 1427                         |      |
| D's Mood                                       | Danny Walsh Quintet                                                  | 1997                  | 1428                         |      |
| Ali Girl                                       | Larry Schneider Quartet                                              | 1997                  | 1429                         |      |
| Cutting Edge                                   | Michael Cochrane Quartet                                             | 1997                  | 1430                         |      |
| Little Sunflower                               | Karen Francis                                                        | 1998                  | 1431                         |      |
| Now and Zen                                    | LeeAnn Ledgerwood                                                    | 1998                  | 1432                         |      |
| Catalonian Nights Vol. 3                       | Tete Montoliu                                                        | 1998                  | 1433                         |      |
| Bluesology                                     | George Cables Trio                                                   | 1998                  | 1434                         |      |
| Dream Team                                     | Ron McClure                                                          | 1998                  | 1435                         |      |
| Amongst Ourselves                              | Dave Ballou                                                          | 1998                  | 1436                         |      |
| Notes on Ornette                               | Paul Bley                                                            | 1998                  | 1437                         |      |
| Six-String Delight                             | Tony Purrone                                                         | 1998                  | 1438                         |      |
| Standard Issue                                 | Dick Oatts                                                           | 1998                  | 1439                         |      |
| RichLee!                                       | Lee Konitz e Rich Perry                                              | 1998                  | 1440                         |      |
| Stomping Ground                                | George Colligan Trio                                                 | 1998                  | 1441                         |      |
| Soon                                           | Louis Smith                                                          | 1998                  | 1442                         |      |
| This Place                                     | Scott Colley                                                         | 1998                  | 1443                         |      |
| Three of Four                                  | Harold Danko Trio                                                    | 1998                  | 1444                         |      |
| Blue and Brown                                 | Reuben Brown                                                         | 1998                  | 1445                         |      |
| Plays Monk                                     | Steve Slagle                                                         | 1998                  | 1446                         |      |
| So in Love                                     | Rich Perry                                                           | 1998                  | 1447                         |      |
| Distant Dream                                  | Steve LaSpina Quintet                                                | 1998                  | 1448                         |      |
| Milestones                                     | Michael Weiss                                                        | 1998                  | 1449                         |      |
| Introducing Ari Ambrose                        | Ari Ambrose                                                          | 1998                  | 1450                         |      |
| Stable Mates                                   | Harold Danko Quartet                                                 | 1998                  | 1451                         |      |
| The Tender Side of Sammy Straighthorn          | Sam Newsome                                                          | 1999                  | 1452                         |      |
| Remembering Eric Dolphy                        | Vic Juris                                                            | 1999                  | 1453                         |      |
| Ask Me Now                                     | Michal Urbaniak                                                      | 1999                  | 1454                         |      |
| All the Way                                    | Dave Stryker                                                         | 1999                  | 1455                         |      |
| The Backbeat                                   | Doug Raney                                                           | 1999                  | 1456                         |      |
| Simone’s Dance                                 | Dick Oatts                                                           | 1999                  | 1458                         |      |
| Gesture of Faith                               | Michael Cochrane Trio                                                | 1999                  | 1459                         |      |
| Volition                                       | Dave Ballou                                                          | 1999                  | 1460                         |      |
| Ornettology                                    | Larry Schneider                                                      | 1999                  | 1461                         |      |
| Constant Source                                | George Colligan                                                      | 1999                  | 1462                         |      |
| Cancoes do Brasil                              | Rich Perry e Harold Danko                                            | 1999                  | 1463                         |      |
| Once in a While                                | Louis Smith                                                          | 1999                  | 1464                         |      |
| Blue to the Bone II                            | Dave Stryker                                                         | 1999                  | 1465                         |      |
| Dig-It                                         | Lee Konitz e Ted Brown                                               | 1999                  | 1466                         |      |
| Embrace                                        | Elisabeth Kontomanou                                                 | 1999                  | 1467                         |      |
| Transition                                     | LeeAnn Ledgerwood                                                    | 1999                  | 1468                         |      |
| Live in Limerick                               | Keith Copeland                                                       | 1999                  | 1469                         |      |
| Small Room                                     | George Colligan                                                      | 1999                  | 1470                         |      |
| This Isn’t Maybe                               | Harold Danko                                                         | 1999                  | 1471                         |      |
| Cyclic Episode                                 | Ari Ambrose                                                          | 1999                  | 1472                         |      |
| Doxy                                           | Rich Perry                                                           | 1999                  | 1473                         |      |
| You Go to My Head                              | Doug Raney                                                           | 1999                  | 1474                         |      |
| Temperament                                    | Tony Purrone                                                         | 1999                  | 1475                         |      |
| Footprints                                     | Michael Cochrane                                                     | 2000                  | 1476                         |      |
| Compassion                                     | LeeAnn Ledgerwood                                                    | 2000                  | 1477                         |      |
| Between Earth & Mars                           | Andy LaVerne                                                         | 2000                  | 1478                         |      |
| Pride                                          | Lee Konitz                                                           | 2000                  | 1479                         |      |
| Shades of Miles                                | Dave Stryker                                                         | 2000                  | 1480                         |      |
| Chainsaw                                       | Ari Ambrose                                                          | 2000                  | 1481                         |      |
| Standard Issue Volume 2                        | Dick Oatts                                                           | 2000                  | 1482                         |      |
| Songbook                                       | Vic Juris                                                            | 2000                  | 1483                         |      |
| Hands & Incantation                            | Elisabeth Kontomanou                                                 | 2000                  | 1484                         |      |
| Twins                                          | George Colligan e Jesper Bodilsen                                    | 2000                  | 1485                         |      |
| The Floating World                             | Dave Ballou                                                          | 2000                  | 1486                         |      |
| One for My Baby                                | George Cables                                                        | 2000                  | 1487                         |      |
| Between the Lines                              | Marc Copland e Tim Hagans                                            | 2000                  | 1488                         |      |
| The Bopsmith                                   | Louis Smith                                                          | 2000                  | 1489                         |      |
| Night Scapes                                   | Harold Danko Quartet                                                 | 2000                  | 1490                         |      |
| Toy Trumpet                                    | Brad Goode                                                           | 2000                  | 1491                         |      |
| O Grande Amor                                  | Rich Perry                                                           | 2000                  | 1492                         |      |
| Know More                                      | Andy LaVerne                                                         | 2000                  | 1493                         |      |
| Minor Matrix                                   | Michael Cochrane                                                     | 2000                  | 1494                         |      |
| The Tonester                                   | Tony Purrone                                                         | 2000                  | 1495                         |      |
| Early Song                                     | Ari Ambrose                                                          | 2000                  | 1496                         |      |
| Paradox                                        | LeeAnn Ledgerwood                                                    | 2000                  | 1497                         |      |
| Agent 99                                       | George Colligan                                                      | 2000                  | 1498                         |      |
| Fortuity                                       | John McNeil                                                          | 2000                  | 1499                         |      |
| Inside Chicago Vol. 1                          | Von Freeman                                                          | 2001                  | 1500                         |      |
| Inside Chicago Vol. 2                          | Von Freeman                                                          | 2001                  | 1501                         |      |
| The Bounce                                     | Steve LaSpina                                                        | 2001                  | 1502                         |      |
| This Masquerade                                | Sam Newsome                                                          | 2001                  | 1503                         |      |
| On This Day                                    | Dave Ballou                                                          | 2001                  | 1504                         |      |
| Jazz                                           | Larry Schneider                                                      | 2001                  | 1505                         |      |
| By Myself                                      | Brad Goode                                                           | 2001                  | 1506                         |      |
| A Wish                                         | George Colligan                                                      | 2001                  | 1507                         |      |
| Prestigious                                    | Harold Danko                                                         | 2001                  | 1508                         |      |
| Double Play                                    | Marc Copland e Vic Juris                                             | 2001                  | 1509                         |      |
| Changing Times                                 | Dave Stryker                                                         | 2002                  | 1510                         |      |
| South Paw                                      | Dick Oatts                                                           | 2002                  | 1511                         |      |
| Pianissimo                                     | Andy LaVerne                                                         | 2002                  | 1512                         |      |
| Quartet Music                                  | Michael Cochrane                                                     | 2002                  | 1513                         |      |
| Rascality                                      | Tony Purrone                                                         | 2002                  | 1514                         |      |
| Hearsay                                        | Rich Perry                                                           | 2002                  | 1515                         |      |
| Songbook 2                                     | Vic Juris                                                            | 2002                  | 1516                         |      |
| Match Point                                    | Ron McClure                                                          | 2002                  | 1517                         |      |
| United                                         | Ari Ambrose                                                          | 2002                  | 1518                         |      |
| Return to Copenhagen                           | George Colligan                                                      | 2002                  | 1519                         |      |
| Shades of Light                                | Conrad Herwig e Andy LaVerne                                         | 2002                  | 1520                         |      |
| The Rainbow People                             | Dexter Gordon                                                        | 2002                  | 1521                         |      |
| Jam Session Vol. 1                             | Larry Schneider                                                      | 2002                  | 1522                         |      |
| Jam Session Vol. 2                             | Vic Juris                                                            | 2002                  | 1523                         |      |
| Blue to the Bone III                           | Dave Stryker                                                         | 2002                  | 1524                         |      |
| Rothko                                         | Dave Ballou                                                          | 2002                  | 1525                         |      |
| Jam Session Vol. 3                             | Dick Oatts                                                           | 2002                  | 1526                         |      |
| Jam Session Vol. 4                             | Ingrid Jensen, Mark Tuner e Sam Newsome                              | 2002                  | 1527                         |      |
| Gong with Wind Suite                           | Lee Konitz e Matt Wilson                                             | 2002                  | 1528                         |      |
| Round and Round                                | Jed Levy                                                             | 2002                  | 1529                         |      |
| Fantasy Exit                                   | Harold Danko                                                         | 2003                  | 1530                         |      |
| Inside Chicago Vol. 3                          | Von Freeman                                                          | 2003                  | 1531                         |      |
| Inside Chicago Vol. 4                          | Von Freeman                                                          | 2003                  | 1532                         |      |
| At Eastman                                     | Rich Perry                                                           | 2003                  | 1533                         |      |
| My Foolish Heart                               | Don Friedman                                                         | 2003                  | 1534                         |      |
| Jazmin                                         | Ari Ambrose                                                          | 2003                  | 1535                         |      |
| Jam Session Vol. 5                             | Scott Wendholt                                                       | 2003                  | 1536                         |      |
| Jam Session Vol. 6                             | Alex Norris                                                          | 2003                  | 1537                         |      |
| Timelines                                      | John Abercrombie e Andy LaVerne                                      | 2003                  | 1538                         |      |
| Preservation                                   | Ted Brown                                                            | 2003                  | 1539                         |      |
| Remember When                                  | Steve LaSpina                                                        | 2003                  | 1540                         |      |
| Walkin’ Up                                     | LeeAnn Ledgerwood                                                    | 2003                  | 1541                         |      |
| Pathways                                       | Michael Cochrane                                                     | 2003                  | 1542                         |      |
| Flight to Norway                               | Duke Jordan                                                          | 2003                  | 1543                         |      |
| Age of Peace                                   | Ron McClure                                                          | 2003                  | 1544                         |      |
| Major Incident                                 | Joshua Douglas Smith                                                 | 2003                  | 1545                         |      |
| Jam Session Vol. 7                             | Louis Smith, Mark Turner e Billy Mitchell                            | 2003                  | 1546                         |      |
| Jam Session Vol. 8                             | Ryan Kisor, Jimmy Greene e Jim Pugh                                  | 2003                  | 1547                         |      |
| Current State                                  | Martin Jacobsen                                                      | 2003                  | 1548                         |      |
| It Might As Well Be Spring                     | Larry Schneider                                                      | 2003                  | 1549                         |      |
| Guitarisk                                      | Tony Purrone                                                         | 2004                  | 1550                         |      |
| Trilix                                         | Harold Danko                                                         | 2004                  | 1551                         |      |
| Louisville                                     | Louis Smith                                                          | 2004                  | 1552                         |      |
| While My Guitar Gently Weeps                   | Vic Juris                                                            | 2004                  | 1553                         |      |
| Jam Session Vol. 9                             | Mark Turner                                                          | 2004                  | 1554                         |      |
| Jam Session Vol. 10                            | Doug Raney, Dave Stryker, Freddir Bryant                             | 2004                  | 1555                         |      |
| Dancing Foot                                   | Dave Ballou                                                          | 2004                  | 1556                         |      |
| Venus Perplexed                                | Steve Lampert                                                        | 2004                  | 1557                         |      |
| East of the Sun and West of 2nd Avenue         | Rich Perry                                                           | 2004                  | 1558                         |      |
| Shades Beyond                                  | Dave Stryker                                                         | 2004                  | 1559                         |      |
| Waiting                                        | Ari Ambrose                                                          | 2004                  | 1560                         |      |
| Song For Amy                                   | Dave Scott                                                           | 2004                  | 1561                         |      |
| Blue Function                                  | Christian Winther                                                    | 2004                  | 1562                         |      |
| Intuition                                      | Jerry Bergonzi                                                       | 2004                  | 1563                         |      |
| Unstuck in Time                                | Joshua Douglas Smith                                                 | 2004                  | 1564                         |      |
| A New Abode                                    | Sila Cevikce                                                         | 2004                  | 1565                         |      |
| Jam Session Vol. 11                            | Charles Sullivan, Conrad Herwig, Gary Smulyan e Steve Slagle         | 2004                  | 1566                         |      |
| Jam Session Vol. 12                            | Rich Perry                                                           | 2004                  | 1567                         |      |
| Hinesight                                      | Harold Danko                                                         | 2004                  | 1568                         |      |
| All Ways                                       | Andy LaVerne                                                         | 2005                  | 1569                         |      |
| Live At Cobi's                                 | Bill Barron                                                          | 2005                  | 1570                         |      |
| A Nice Idea                                    | John Abercrombie e Andy LaVerne                                      | 2005                  | 1571                         |      |
| Time and Again                                 | Gary Versace                                                         | 2005                  | 1572                         |      |
| Regards                                        | Dave Ballou                                                          | 2005                  | 1573                         |      |
| Jam Session Vol. 13                            | Dick Oatts                                                           | 2005                  | 1574                         |      |
| Jam Session Vol. 14                            | Mark Turner                                                          | 2005                  | 1575                         |      |
| You’re My Everything                           | Rich Perry                                                           | 2005                  | 1576                         |      |
| Get Together                                   | Tom Guarna                                                           | 2005                  | 1577                         |      |
| Peter Zak Trio                                 | Peter Zak                                                            | 2005                  | 1578                         |      |
| Mood Ellington                                 | Jed Levy                                                             | 2005                  | 1579                         |      |
| Elbow Room                                     | Vincent Gardner                                                      | 2005                  | 1580                         |      |
| Jam Session Vol. 15                            | Loren Stillman                                                       | 2005                  | 1581                         |      |
| Jam Session Vol. 16                            | Ron McClure, Jay Anderson, Steve LaSpina                             | 2005                  | 1582                         |      |
| The Truth                                      | Gregory Tardy                                                        | 2005                  | 1583                         |      |
| Inside Out                                     | Stephen Riley                                                        | 2005                  | 1584                         |      |
| The Only Plan                                  | Christian Winther                                                    | 2005                  | 1585                         |      |
| The Brothers' Breakfast                        | Loren Stillman                                                       | 2006                  | 1586                         |      |
| On Another Day                                 | Ari Ambrose                                                          | 2006                  | 1587                         |      |
| Oatts & Perry                                  | Harold Danko Quintet                                                 | 2006                  | 1588                         |      |
| Many Places                                    | Gary Versace                                                         | 2006                  | 1589                         |      |
| Play Room                                      | Steve LaSpina                                                        | 2006                  | 1590                         |      |
| Incubation                                     | Tony Purrone                                                         | 2006                  | 1591                         |      |
| For Tomorrow                                   | Peter Zak                                                            | 2006                  | 1592                         |      |
| Jam Session Vol. 17                            | Ryan Kisor, John McNeil, Brad Goode                                  | 2006                  | 1593                         |      |
| Jam Session Vol. 18                            | Dick Oatts, Billy Drewes, Walt Weiskopf                              | 2006                  | 1594                         |      |
| Rhapsody                                       | Rich Perry                                                           | 2006                  | 1595                         |      |
| Live at Cobi's 2                               | Bill Barron                                                          | 2006                  | 1596                         |      |
| Peace in the Abstract                          | Marcus Printup                                                       | 2006                  | 1597                         |      |
| Shadow Forms                                   | Andrew Rathbun                                                       | 2006                  | 1598                         |      |
| Organic-Lee                                    | Lee Konitz and Gary Versace                                          | 2006                  | 1599                         |      |
| At the Kitano 1                                | Rich Perry                                                           | 2006                  | 1600                         |      |
| Jam Session Vol. 19                            | Rich Perry, Rick Margitza, Joshua Douglas Smith                      | 2006                  | 1601                         |      |
| Jam Session Vol. 20                            | Vincent Gardner, Andre Hayward, Danny Kirkhum, Richard Doron Johnson | 2006                  | 1602                         |      |
| Secrets                                        | Kim Bock                                                             | 2006                  | 1603                         |      |
| Trio Alto Volume One                           | Loren Stillman                                                       | 2006                  | 1604                         |      |
| Time to Dream                                  | Andy LaVerne                                                         | 2006                  | 1605                         |      |
| Gateway                                        | Jed Levy                                                             | 2006                  | 1606                         |      |
| Out from the Underground                       | Tom Guarna                                                           | 2006                  | 1607                         |      |
| Naiveté                                        | Dave Scott                                                           | 2007                  | 1608                         |      |
| Easy to Remember                               | Stephen Riley                                                        | 2007                  | 1609                         |      |
| Steps of Faith                                 | Gregory Tardy                                                        | 2007                  | 1610                         |      |
| Insistence                                     | Dave Ballou                                                          | 2007                  | 1611                         |      |
| Times Remembered                               | Harold Danko                                                         | 2007                  | 1612                         |      |
| Jam Session Vol. 21                            | Gregory Tardy, Wayne Escoffery, Christian Winther                    | 2007                  | 1613                         |      |
| Jam Session Vol. 22                            | Dave Ballou, Greg Gisbert, Tim Hagans                                | 2007                  | 1614                         |      |
| Soft Hands                                     | Ron McClure                                                          | 2007                  | 1615                         |      |
| The Good Book Chapter 1                        | Vincent Gardner                                                      | 2007                  | 1616                         |      |
| Whatever Happens                               | Ari Ambrose                                                          | 2007                  | 1617                         |      |
| Intelligent Design                             | Andy LaVerne                                                         | 2007                  | 1618                         |      |
| My Conception                                  | Peter Zak                                                            | 2007                  | 1619                         |      |
| E-motion                                       | Rich Perry                                                           | 2007                  | 1620                         |      |
| Trio Alto Volume 2                             | Loren Stillman                                                       | 2007                  | 1621                         |      |
| Chimera                                        | Russ Spiegel                                                         | 2007                  | 1622                         |      |
| School of Tristano                             | Eric Rasmussen                                                       | 2007                  | 1623                         |      |
| Jam Session Vol. 23                            | Conrad Herwig, Wycliffe Gordon e Vincent Gardner                     | 2007                  | 1624                         |      |
| Jam Session Vol. 24                            | Jon Gordon, Rich Perry, Dave Schnitter                               | 2007                  | 1625                         |      |
| Bird of Paradise                               | Marcus Printup                                                       | 2007                  | 1626                         |      |
| Right Now                                      | Michael Cochrane                                                     | 2007                  | 1627                         |      |
| Shades of Brown                                | Ted Brown                                                            | 2007                  | 1628                         |      |
| Staines Glass                                  | Bill Gerhardt                                                        | 2007                  | 1629                         |      |
| Affairs of State                               | Andrew Rathbun                                                       | 2007                  | 1630                         |      |
| Reminiscence                                   | Gary Versace                                                         | 2007                  | 1631                         |      |
| Once Upon a Dream                              | Stephen Riley                                                        | 2007                  | 1632                         |      |
| Soulhouse                                      | Christian Winther                                                    | 2008                  | 1633                         |      |
| Wingspan                                       | Tom Guarna                                                           | 2008                  | 1634                         |      |
| Breeze                                         | Eliot Zigmund                                                        | 2008                  | 1635                         |      |
| Jazz Is Like a Banana                          | Pierre Dørge & New Jungle Orchestra                                  | 2008                  | 1636                         |      |
| Strike Up the Band                             | Dave Stryker                                                         | 2008                  | 1637                         |      |
| Wonderland                                     | Harold Danko and Ron McClure                                         | 2008                  | 1638                         |      |
| Jam Session Vol. 25                            | Marcus Printup, Ryan Kisor e Joe Magnarell                           | 2008                  | 1639                         |      |
| Jam Session Vol. 26                            | Conrad Herwig, Ed Xiques and Jay Brandford                           | 2008                  | 1640                         |      |
| Seed of Sin                                    | Peter Zak                                                            | 2008                  | 1641                         |      |
| Moments                                        | Steve LaSpina                                                        | 2008                  | 1642                         |      |
| Thrive                                         | Bill Gerhardt                                                        | 2008                  | 1643                         |      |
| At the Kitano 2                                | Rich Perry                                                           | 2008                  | 1644                         |      |
| School of Tristano 2                           | Eric Rasmussen                                                       | 2008                  | 1645                         |      |
| Vin-Slidin'                                    | Vincent Gardner                                                      | 2008                  | 1646                         |      |
| He Knows My Name                               | Gregory Tardy                                                        | 2008                  | 1647                         |      |
| Evans Explorations                             | Jed Levy                                                             | 2008                  | 1648                         |      |
| Our Thought                                    | Scott Lee                                                            | 2008                  | 1649                         |      |
| Ballroom                                       | Jack Walrath                                                         | 2008                  | 1650                         |      |
| Happy House                                    | Makaya Ntshoko                                                       | 2008                  | 1651                         |      |
| Whispering Elephants                           | Pierre Dørge                                                         | 2008                  | 1652                         |      |
| Gratitude                                      | Dick Oatts                                                           | 2008                  | 1653                         |      |
| At the Kitano Vol. 1                           | Rich Perry's One of a Kind                                           | 2009                  | 1654                         |      |
| Marcus Printup                                 | London Lullaby                                                       | 2009                  | 1655                         |      |
| Tenor Treats                                   | Ari Ambrose e Stephen Riley                                          | 2009                  | 1656                         |      |
| Major Minor                                    | Tom Guarna                                                           | 2009                  | 1657                         |      |
| Saxology                                       | Dick Oatts and Jerry Bergonzi                                        | 2009                  | 1658                         |      |
| Jam Session Vol. 27                            | Tim Ries, Danny Walsh, Charles Pillow                                | 2008                  | 1659                         |      |
| Jam Session Vol. 28                            | Conrad Herwig, Rich Perry, Steve Davis                               | 2008                  | 1660                         |      |
| All That I Have                                | Bill Gerhardt                                                        | 2008                  | 1661                         |      |
| Blue Lights                                    | Chris Byars                                                          | 2008                  | 1662                         |      |
| School of Tristano 3                           | Eric Rasmussen                                                       | 2008                  | 1663                         |      |
| Nonchelant                                     | Dave Scott                                                           | 2008                  | 1664                         |      |
| Where We Are Now                               | Andrew Rathbun                                                       | 2008                  | 1665                         |      |
| Impressions of Coltrane                        | Khan Jamal                                                           | 2009                  | 1666                         |      |
| Live in Copenhagen                             | Kim Bock                                                             | 2009                  | 1667                         |      |
| Talk of the Town                               | Ari Ambrose                                                          | 2009                  | 1668                         |      |
| One Night tt the Kitano                        | Jed Levy                                                             | 2009                  | 1669                         |      |
| Gone                                           | Rich Perry                                                           | 2009                  | 1670                         |      |
| Three-Five                                     | Vincent Gardner                                                      | 2009                  | 1671                         |      |
| Blues at the Corner                            | Peter Zak                                                            | 2009                  | 1672                         |      |
| New Moon                                       | Ron McClure                                                          | 2009                  | 1673                         |      |
| Escapades                                      | Harold Danko                                                         | 2009                  | 1674                         |      |
| In Monk's Mood                                 | John Tchicai                                                         | 2009                  | 1675                         |      |
| Tenor Treats 2                                 | Ari Ambrose e Stephen Riley                                          | 2009                  | 1676                         |      |
| Mockingbird                                    | Jesse Stacken e Kirk Knuffke                                         | 2009                  | 1677                         |      |
| Upside                                         | Brian Charette                                                       | 2009                  | 1678                         |      |
| One for Reedus                                 | Dave Stryker                                                         | 2009                  | 1679                         |      |
| Ronnie                                         | Ronnie Cuber                                                         | 2009                  | 1680                         |      |
| Ballads - All Night                            | Marcus Printup                                                       | 2009                  | 1681                         |      |
| El Gaucho                                      | Stephen Riley                                                        | 2009                  | 1682                         |      |
| Heavy Mirth                                    | Jack Walrath                                                         | 2009                  | 1683                         |      |
| Mays at the Movies                             | Bill Mays                                                            | 2009                  | 1684                         |      |
| Jam Session Vol. 29                            | Jim Snidero, Dave Pietro e Mike DiRubbo                              | 2010                  | 1685                         |      |
| Bop-ography                                    | Chris Byars                                                          | 2010                  | 1686                         |      |
| Leaving                                        | Scott Lee                                                            | 2010                  | 1687                         |      |
| Battle Grounds                                 | Richard Johnson                                                      | 2010                  | 1688                         |      |
| Oatts & Perry II                               | Harold Danko                                                         | 2010                  | 1689                         |      |
| The Decider                                    | Peter Zak                                                            | 2010                  | 1690                         |      |
| Momentum                                       | Bill Gerhardt                                                        | 2010                  | 1691                         |      |
| Isolation                                      | George Colligan                                                      | 2010                  | 1692                         |      |
| At The Royal Playhouse                         | Pierre Dørge                                                         | 2010                  | 1693                         |      |
| Two Hearts                                     | Dick Oatts                                                           | 2010                  | 1694                         |      |
| The Idea of North                              | Andrew Rathbun                                                       | 2010                  | 1695                         |      |
| Omega Is the Alpha                             | Vic Juris                                                            | 2010                  | 1696                         |      |
| At the Kitano 3                                | Rich Perry                                                           | 2010                  | 1697                         |      |
| The Strongest Love                             | Gregory Tardy                                                        | 2010                  | 1698                         |      |
| Nothing to Hide                                | Jason Palmer                                                         | 2010                  | 1699                         |      |
| Jam Session Vol. 30                            | Wayne Escoffery, Jimmy Greene, Stephen Riley, Don Braden             | 2010                  | 1700                         |      |
| Presents                                       | Pierre Dørge                                                         | 2010                  | 1701                         |      |
| Keystone                                       | Dave Stryker                                                         | 2010                  | 1702                         |      |
| Little Green Men                               | Michael Pinto                                                        | 2010                  | 1703                         |      |
| Prayer for Peace                               | Stanley Cowell                                                       | 2010                  | 1704                         |      |
| Simple Truth                                   | LeeAnn Ledgerwood                                                    | 2010                  | 1705                         |      |
| Live from New York                             | Andy LaVerne e John Abercrombie                                      | 2010                  | 1706                         |      |
| Sixty-Eight                                    | Billy Hart                                                           | 2011                  | 1707                         |      |
| (Re)Conception                                 | Helen Sung                                                           | 2011                  | 1708                         |      |
| Flow                                           | Kim Bock                                                             | 2011                  | 1709                         |      |
| Learning to Count                              | Brian Charette                                                       | 2011                  | 1710                         |      |
| A Time for Love                                | Marcus Printup                                                       | 2011                  | 1711                         |      |
| Lucky Seven                                    | Stephen Riley                                                        | 2011                  | 1712                         |      |
| Lucky Strikes Again                            | Chris Byars                                                          | 2011                  | 1713                         |      |
| Destiny                                        | Steve LaSpina                                                        | 2011                  | 1714                         |      |
| Down East                                      | Peter Zak                                                            | 2011                  | 1715                         |      |
| Let’s Call Stephen Riley                       | GinmanBlachman!                                                      | 2011                  | 1716                         |      |
| Orange was the Color                           | Kirk Knuffke e Jesse Stacken                                         | 2011                  | 1717                         |      |
| Dedication                                     | Ron McClure                                                          | 2011                  | 1718                         |      |
| The Good Book Chapter Two                      | Vincent Gardner                                                      | 2011                  | 1719                         |      |
| Bittersweet                                    | Tom Guarna                                                           | 2011                  | 1720                         |      |
| From the Sound Up                              | Christian Winther                                                    | 2011                  | 1721                         |      |
| Forsooth                                       | Jack Walrath                                                         | 2011                  | 1722                         |      |
| Listen Here                                    | Vic Juris                                                            | 2011                  | 1723                         |      |
| Here Today                                     | Jason Palmer                                                         | 2011                  | 1724                         |      |
| Monuments                                      | Gregory Tardy                                                        | 2011                  | 1725                         |      |
| Grace                                          | Rich Perry                                                           | 2011                  | 1726                         |      |
| Living for the City                            | George Colligan                                                      | 2011                  | 1727                         |      |
| Sketches of India                              | Pierre Dørge & New Jungle Orchestra                                  | 2011                  | 1728                         |      |
| Blue Strike                                    | Dave Stryker                                                         | 2011                  | 1729                         |      |
| Homage                                         | Marcus Printup                                                       | 2011                  | 1730                         |      |
| Music for Organ Sextette                       | Brian Charette                                                       | 2012                  | 1731                         |      |
| Breaking the Waves                             | LeeAnn Ledgerwood                                                    | 2012                  | 1732                         |      |
| Having Fun                                     | Olegario Diaz                                                        | 2012                  | 1733                         |      |
| Boplicity                                      | Ronnie Cuber                                                         | 2012                  | 1734                         |      |
| Unriched                                       | Harold Danko                                                         | 2012                  | 1735                         |      |
| Crunch Time                                    | Ron McClure                                                          | 2012                  | 1736                         |      |
| Early Reflections                              | Niels Vincentz                                                       | 2012                  | 1737                         |      |
| Lookin' Up                                     | Dick Oatts                                                           | 2012                  | 1738                         |      |
| Like a Tree                                    | Kirk Knuffke e Jesse Stacken                                         | 2012                  | 1739                         |      |
| It's Time                                      | Stanley Cowell                                                       | 2012                  | 1740                         |      |
| The Good Book Chapter Three                    | Vincent Gardner                                                      | 2012                  | 1741                         |      |
| Hart-Beat                                      | Stephen Riley                                                        | 2012                  | 1742                         |      |
| Music Forever                                  | Chris Byars                                                          | 2012                  | 1743                         |      |
| Nordic Noon                                    | Peter Zak                                                            | 2012                  | 1744                         |      |
| Rain                                           | Jed Levy                                                             | 2012                  | 1745                         |      |
| Free Admission                                 | Vic Juris                                                            | 2012                  | 1746                         |      |
| Advent[ure]                                    | Craig Brann                                                          | 2012                  | 1747                         |      |
| Time Was                                       | Rich Perry                                                           | 2012                  | 1748                         |      |
| Pound Cake                                     | Kirk Knuffke e Ted Brown                                             | 2012                  | 1749                         |      |
| Take a Little Time                             | Jason Palmer                                                         | 2012                  | 1750                         |      |
| Three's Not a Crowd                            | Andy LaVerne                                                         | 2012                  | 1751                         |      |
| The Facts                                      | George Colligan                                                      | 2012                  | 1752                         |      |
| The Skyline Session                            | Olegario Diaz                                                        | 2012                  | 1753                         |      |
| Standards & More                               | Gregory Tardy                                                        | 2013                  | 1754                         |      |
| Blue to the Bone IV                            | Dave Stryker                                                         | 2013                  | 1755                         |      |
| Borderline                                     | Brian Charette                                                       | 2013                  | 1756                         |      |
| Welcome to this New World                      | Stanley Cowell                                                       | 2013                  | 1757                         |      |
| Carillon                                       | Nate Radley                                                          | 2013                  | 1758                         |      |
| Ready or Not                                   | Ron McClure                                                          | 2013                  | 1759                         |      |
| To Hellas and Back                             | Jack Walrath                                                         | 2013                  | 1760                         |      |
| Oatts & Perry III                              | Harold Danko                                                         | 2013                  | 1761                         |      |
| Shadow Forms II                                | Andrew Rathbun                                                       | 2013                  | 1762                         |      |
| Desire                                         | Marcus Printup                                                       | 2013                  | 1763                         |      |
| Gravity                                        | Niels Vincentz                                                       | 2013                  | 1764                         |      |
| Lover                                          | Stephen Riley                                                        | 2013                  | 1765                         |      |
| Live at JazzFest Berlin                        | Ronnie Cuber                                                         | 2013                  | 1766                         |      |
| The Angle Below                                | Peter Brendler e John Abercrombie                                    | 2013                  | 1767                         |      |
| Live in Tokyo                                  | Martin Jacobsen                                                      | 2013                  | 1768                         |      |
| Chorale                                        | Kirk Knuffke                                                         | 2013                  | 1769                         |      |
| Settling In                                    | Ari Ambrose                                                          | 2013                  | 1770                         |      |
| The Eternal Triangle                           | Peter Zak                                                            | 2013                  | 1771                         |      |
| The Italian Suite                              | Jed Levy                                                             | 2013                  | 1772                         |      |
| Jasmine Flower                                 | Chris Byars                                                          | 2013                  | 1773                         |      |
| Basquiat By Night/Day                          | Olegario Diaz                                                        | 2013                  | 1774                         |      |
| Hope                                           | Gregory Tardy                                                        | 2014                  | 1775                         |      |
| Nocturne                                       | Rich Perry                                                           | 2014                  | 1776                         |      |
| Tjak Tjaka Tchicai                             | Pierre Dørge & New Jungle Orchestra                                  | 2014                  | 1777                         |      |
| Sweet Nowhere                                  | Dick Oatts e Harold Danko                                            | 2014                  | 1778                         |      |
| Five                                           | Kirk Knuffke e Jesse Stacken                                         | 2014                  | 1779                         |      |
| Places                                         | Jason Palmer                                                         | 2014                  | 1780                         |      |
| Numbers & Letters                              | Andrew Rathbun                                                       | 2014                  | 1781                         |      |
| I Have a Dream                                 | Andy LaVerne                                                         | 2014                  | 1782                         |      |
| Ask Me Tomorrow                                | George Colligan                                                      | 2014                  | 1783                         |      |
| The Question That Drives Us                    | Brian Charette                                                       | 2014                  | 1784                         |      |
| Candlelight Lady                               | Dexter Gordon                                                        | 2014                  | 1785                         |      |
| Discovery                                      | Michael Cochrane                                                     | 2014                  | 1786                         |      |
| The Music of Duke Jordan                       | Chris Byars                                                          | 2014                  | 1787                         |      |
| Walkin' On Water                               | Vic Juris                                                            | 2014                  | 1788                         |      |
| Mark My Words                                  | Craig Brann                                                          | 2014                  | 1789                         |      |
| Are You Real?                                  | Stanley Cowell                                                       | 2014                  | 1790                         |      |
| The Disciple                                   | Peter Zak                                                            | 2014                  | 1791                         |      |
| Baubles, Bangles and Beads                     | Stephen Riley                                                        | 2014                  | 1792                         |      |
| Lost                                           | Marcus Printup                                                       | 2014                  | 1793                         |      |
| An Evening with Joe Albany                     | Joe Albany                                                           | 2015                  | 1794                         |      |
| Unsafe at any Speed                            | Jack Walrath                                                         | 2015                  | 1795                         |      |
| Music for You                                  | Freddie Redd                                                         | 2015                  | 1796                         |      |
| Blui                                           | Pierre Dørge                                                         | 2015                  | 1797                         |      |
| With Songs of Joy                              | Gregory Tardy                                                        | 2015                  | 1798                         |      |
|                                                |                                                                      |                       | 1799                         |      |
| Wondaland                                      | Jason Palmer                                                         | 2015                  | 1800                         |      |
|                                                |                                                                      |                       | 1801                         |      |
| At the Jazzhouse                               | Martin Jacobsen                                                      | 2015                  | 1802                         |      |